# 松井憲紀
松井 憲紀（まつい としのり、1909年2月11日 - 1995年11月15日）は、日本の経営者。横河電機製作所(現在の横河電機)社長、会長を務めた。東京都出身。

## 経歴・人物
1930年に山梨高等工業学校電気工学科を卒業し、1932年に横河電機製作所(現在の横河電機)に入社。1952年に取締役に就任し、1960年に常務、1969年に専務を経て、1971年に社長に就任。1974年から1976年までに会長を務めた。
明星学園理事長も務めた。
1975年に藍綬褒章を受章し、1980年に勲三等旭日中綬章を受章。
1995年11月15日急性心不全のために死去。86歳没。